# ساندرا ورگارا
ساندرا ورگارا (اسپانیایی: Sandra Vergara‎؛ زادهٔ ۱۱ سپتامبر ۱۹۸۸) بازیگر، مدل و خبرنگار پیپل She is also the co-host and beauty expert of Yahoo!'s digital series Hook'd (2019–present). اهل کلمبیا است.
از فیلم‌ها یا برنامه‌های تلویزیونی که وی در آن نقش داشته است، می‌توان به خدا آمریکا را در پناه خود نگه دارد، وحشت شب، جراحی پلاستیک، جسور و زیبا، سی‌اس‌آی و سی‌اس‌آی: میامی اشاره کرد.